# 広島県道228号三次停車場線
広島県道228号三次停車場線（ひろしまけんどう228ごう みよしていしゃじょうせん）は、広島県三次市を通る一般県道である。

## 概要
JR西日本芸備線 三次駅から三次駅前交差点に至る。
かつては三次消防署南交差点が終点だったが、国道183号バイパスが駅前を貫通し、路線が短縮された。

### 路線データ
- 起点：三次市十日市南1丁目（JR西日本芸備線 三次駅前）
- 終点：三次市十日市南1丁目（三次駅前交差点、国道183号・国道375号交点、広島県道39号三次高野線起点）
- 総延長：25 m
- 実延長：24.5 m[1]

## 路線状況

### 交通量
道路交通センサス
| 平成17年（2005年）度 | 平成22年（2010年）度 | 平成27年（2015年）度 | 令和3年（2021年）度 |
| -------------------- | -------------------- | -------------------- | ------------------- |
| 8,042                | 7,901                | 7,628                | 7,424               |

## 地理

### 通過する自治体
- 広島県
  - 三次市

### 交差する道路
| 交差する道路                                              | 交差する場所  | 交差する場所          |
| --------------------------------------------------------- | ------------- | --------------------- |
| 国道183号 国道184号 重複 国道375号 広島県道39号三次高野線 | 十日市南1丁目 | 三次駅前交差点 / 終点 |

### 沿線
- JR西日本芸備線 三次駅